# Synagoge (Gau-Algesheim)

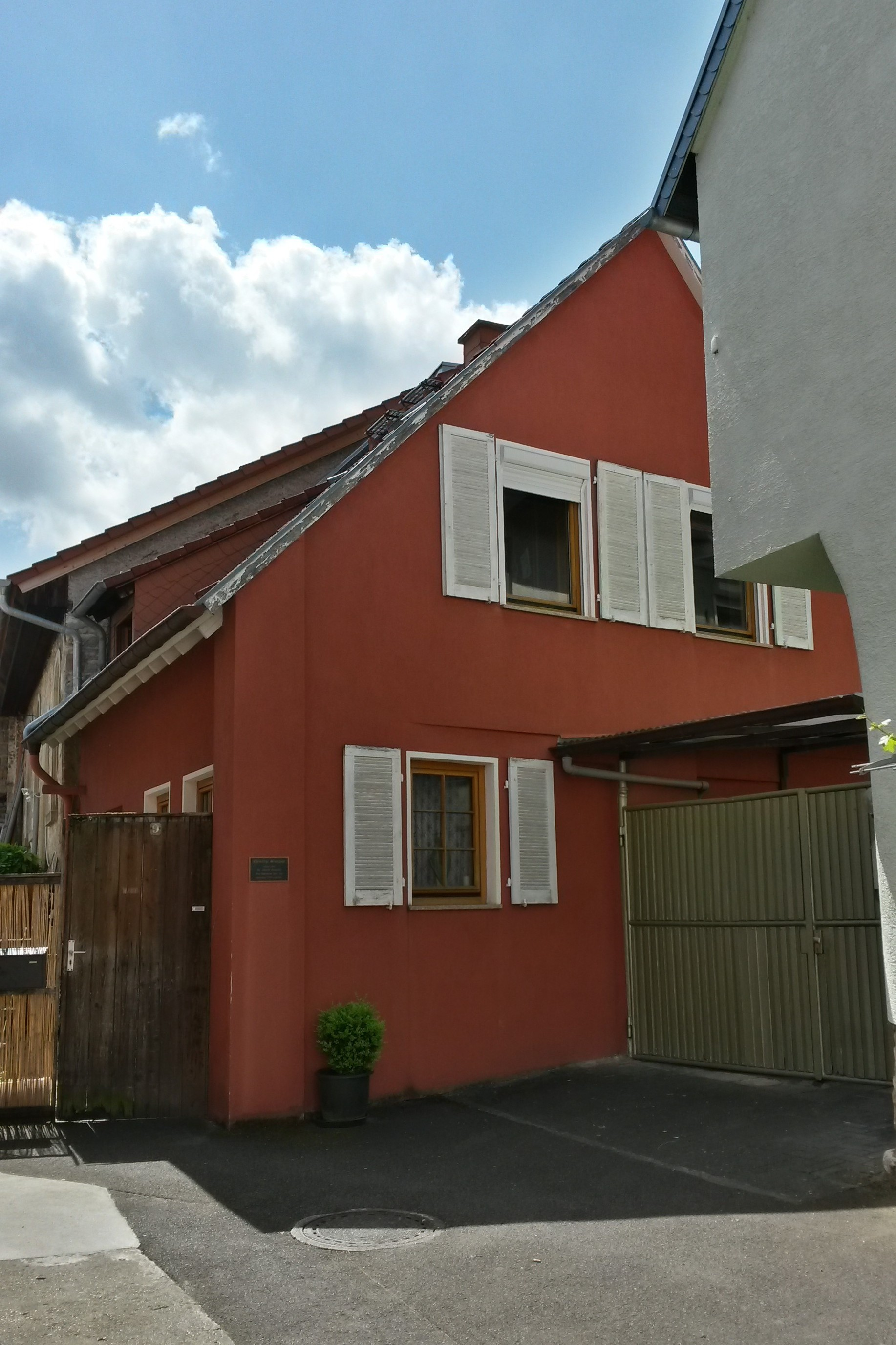
Ehemalige Synagoge in Gau-Algesheim

Die Synagoge in Gau-Algesheim, einer Stadt im Landkreis Mainz-Bingen in Rheinland-Pfalz, wurde 1861 errichtet. Die profanierte Synagoge mit der Adresse Querbein 11 ist ein geschütztes Kulturdenkmal.

## Geschichte
Eine Synagoge in Gau-Algesheim, die im Besitz der Brüder Jacob und Simon Nathan war, wird erstmals 1838 genannt. Um 1850 war diese Synagoge baufällig geworden. 1861 erfolgte ein umfassender Um- oder Neubau.
Im Jahr 1936 wurde die Synagoge geschlossen. Das Gebäude war von außen gesehen bis zur letzten Renovierung unverändert erhalten geblieben.  Über dem Eingang mit der Tür aus dem 19. Jahrhundert blieb das mehrfarbige Oberlicht erhalten. 